# 蓋瑞·米勒
蓋瑞·米勒（英語：Gary Miller；1948年10月16日—）是美国的一位政治人物，於2013年至2015年間出任加利福尼亚州的聯邦眾議員。他的黨籍是共和黨。米勒在1998年首次當選眾議員。2014年2月，米勒宣布他不會尋求連任。